# Hypermaskulinitet
Hypermaskulinitet är ett begrepp inom psykologi och sociologi för ett personlighetsdrag som uttrycker sig i överdrivet förment manligt beteende.